# Liste der Kulturdenkmäler in Hachenburg
In der Liste der Kulturdenkmäler in Hachenburg sind alle Kulturdenkmäler der rheinland-pfälzischen Stadt Hachenburg einschließlich des Stadtteils Altstadt aufgeführt. Grundlage ist die Denkmalliste des Landes Rheinland-Pfalz (Stand: 21. Dezember 2021).

## Denkmalzonen
| Bezeichnung                    | Lage | Baujahr                | Beschreibung | Bild                           |
| ------------------------------ | --- | ---------------------- | --- | ------------------------------ |
| Denkmalzone Altstadt           | Hachenburg, Alexanderring, Alter Markt, Bogengasse, Ellbogengasse, Färberstraße, Friedrichstraße, Grüner Berg, Herrenstraße, Johann-August-Ring, Judengasse, Kreuzgasse, Laatschen Wende, Mittelstraße, Neugasse, Nottorstraße, Ökonomiestraße, Perlengasse, Salzgasse, Schlossberg, Steinweg, Weberstraße, Wilhelmstraße, Zeitzengasse Lage | ab dem 13. Jahrhundert | die gesamte ehemals ummauerte Innenstadt mit ihrem seit dem 13. Jahrhundert entstandenen gitterförmigen Straßennetz, einschließlich des vorgelagerten Grabens, mit Schloss samt Burggarten, Kirchen, Rathaus, Marktplatz | Fotos hochladen                |
| Denkmalzone Jüdischer Friedhof | Hachenburg, Dehlinger Weg Lage | 1860                   | Bestattungen von 1860 bis 1937, von einer neueren Steinmauer umgeben, 98 Gräber, ein Gedenkstein von 1975 | weitere Bilder Fotos hochladen |

## Einzeldenkmäler
| Bezeichnung                               | Lage                                                              | Baujahr                            | Beschreibung | Bild                           |
| ----------------------------------------- | ----------------------------------------------------------------- | ---------------------------------- | --- | ------------------------------ |
| Villa                                     | Hachenburg, Alexanderring 5/7 Lage                                | um 1890/1900                       | Doppelvilla, gelbe Klinkerfassaden, Nr. 7 mit bauzeitlicher Treppenhausverglasung, um 1890/1900 | Fotos hochladen                |
| Katholische Pfarrkirche                   | Hachenburg, Alter Markt Lage                                      | 1729–39                            | ehemalige Franziskaner-Klosterkirche; barocker Saalbau, 1729–39, Verlängerung 1906–09, barockisierender Turm | weitere Bilder Fotos hochladen |
| Marktbrunnen                              | Hachenburg, Alter Markt Lage                                      | 1702                               | Marktbrunnen, 1702 | weitere Bilder Fotos hochladen |
| Wohn- und Geschäftshaus                   | Hachenburg, Alter Markt 1 Lage                                    | um 1910                            | dreigeschossiges Wohn- und Geschäftshaus, Mischformen aus Späthistorismus und Reformarchitektur, um 1910 | Fotos hochladen                |
| Gasthaus Zur Krone                        | Hachenburg, Alter Markt 3 Lage                                    | 1617/18                            | viergeschossiger Massivbau, im Kern mittelalterlich, Rollwerkgiebel 1617/18, Umbau um 1800, ab 1825 im Eigentum von Bernhard Ermen | weitere Bilder Fotos hochladen |
| Wohn- und Geschäftshaus                   | Hachenburg, Alter Markt 5 Lage                                    |                                    | fünfachsiger barocker (barockisierender?) Mansarddachbau | Fotos hochladen                |
| Wohn- und Geschäftshaus                   | Hachenburg, Alter Markt 10 Lage                                   | Mitte des 19. Jahrhunderts         | dreigeschossiges spätklassizistisches Eckhaus mit Gaststätte, um die oder nach der Mitte des 19. Jahrhunderts | Fotos hochladen                |
| Uhr                                       | Hachenburg, Alter Markt, in Nr. 16 Lage                           | 1805                               | in der Fassade des dreigeschossigen Fachwerkbaus, bezeichnet 1718, eine Pendeluhr in Messinggehäuse von Friedrich Wilhelm Roetig | weitere Bilder Fotos hochladen |
| Bahnhof Hachenburg                        | Hachenburg, Bahnhofstraße 14 Lage                                 | um 1900                            | Empfangsgebäude des Bahnhofs Hachenburg; Typenbau, Quadermauerwerk, um 1900 (?) | weitere Bilder Fotos hochladen |
| Wohnhaus                                  | Hachenburg, Färberstraße 3 Lage                                   | 17. oder 18. Jahrhundert           | Fachwerkhaus, verkleidet, wohl aus dem 17. oder 18. Jahrhundert | Fotos hochladen                |
| Evangelische Pfarrkirche                  | Hachenburg, Friedrichstraße Lage                                  | 1481                               | spätgotischer Chor, Südturm bezeichnet 1481, dreiachsiger Saal 1775/76 | weitere Bilder Fotos hochladen |
| Wohn- und Geschäftshaus                   | Hachenburg, Friedrichstraße 10 Lage                               | um 1700                            | dreigeschossiger Fachwerkbau, teilweise massiv, um 1700 | Fotos hochladen                |
| Wohn- und Geschäftshaus                   | Hachenburg, Friedrichstraße 13 Lage                               | 17. oder 18. Jahrhundert           | dreigeschossiger verschieferter Fachwerkbau, wohl aus dem 17. oder 18. Jahrhundert, Ladeneinbau um 1900 (?) | Fotos hochladen                |
| Wohn- und Geschäftshaus                   | Hachenburg, Friedrichstraße 15 Lage                               | um 1700                            | stattliches dreigeschossiges Wohn- und Geschäftshaus, um 1700 | Fotos hochladen                |
| Wohn- und Geschäftshaus                   | Hachenburg, Friedrichstraße 30 Lage                               | 17. oder 18. Jahrhundert           | Fachwerkhaus mit Gaststätte, 17. oder 18. Jahrhundert | Fotos hochladen                |
| Denkmal                                   | Hachenburg, Friedrichstraße, Ecke Borngasse Lage                  | 1888                               | Denkmal für Kaiser Friedrich III. mit Porträtbüste, 1888 | weitere Bilder Fotos hochladen |
| Denkmal                                   | Hachenburg, Friedrichstraße, Ecke Alexanderringstraße Lage        |                                    | Denkmal für Kaiser Wilhelm I. mit Standbild | weitere Bilder Fotos hochladen |
| Gasthof Hotel Friedrich                   | Hachenburg, Graf-Heinrich-Straße 2 Lage                           | Anfang des 19. Jahrhunderts        | fünfachsiger Mansarddachbau, identisch gestalteter Seitenflügel, wohl vom Anfang des 19. Jahrhunderts | Fotos hochladen                |
| Wohnhaus                                  | Hachenburg, Graf-Heinrich-Straße 15 Lage                          | um 1900                            | späthistoristisches Wohnhaus, Krüppelwalmdachbau mit bichromen Backsteinfassaden, um 1900 | weitere Bilder Fotos hochladen |
| Wohnhaus                                  | Hachenburg, Herrnstraße 1 Lage                                    | 17. oder 18. Jahrhundert           | dreigeschossiges Fachwerkhaus, verputzt und verkleidet, wohl aus dem 17. oder 18. Jahrhundert | Fotos hochladen                |
| Wohnhaus                                  | Hachenburg, Herrnstraße 3/5 Lage                                  | erste Hälfte des 18. Jahrhunderts  | langgestrecktes Doppelwohnhaus, teilweise Fachwerk, erste Hälfte des 18. Jahrhunderts | Fotos hochladen                |
| Wohnhaus                                  | Hachenburg, Herrnstraße 6 Lage                                    | 16. oder 17. Jahrhundert           | stattliches dreigeschossiges Fachwerkhaus, im Kern aus dem 16. oder 17. Jahrhundert, 1766 überformt | weitere Bilder Fotos hochladen |
| Wohnhaus                                  | Hachenburg, Judengasse 7 Lage                                     | 17. oder 18. Jahrhundert           | Fachwerkhaus, verputzt und verkleidet, teilweise massiv, wohl aus dem 17. oder 18. Jahrhundert | Fotos hochladen                |
| Wohnhaus                                  | Hachenburg, Judengasse 8 Lage                                     | um 1700                            | dreigeschossiges Fachwerkhaus, teilweise massiv, um 1700 | weitere Bilder Fotos hochladen |
| Wohnhaus                                  | Hachenburg, Judengasse 16/18 Lage                                 | um 1700                            | dreigeschossiges Fachwerkhaus, ehemals eventuell mit Erdgeschosshalle, um 1700 | Fotos hochladen                |
| Jagdzeughaus                              | Hachenburg, Leipziger Straße 1 Lage                               | 1715                               | eineinhalbgeschossiger Walmdachbau, 1715 | weitere Bilder Fotos hochladen |
| Wohnhaus                                  | Hachenburg, Mittelstraße 2 Lage                                   | 16. oder frühes 17. Jahrhundert    | stattlicher Fachwerkbau, teilweise massiv, 16. oder frühes 17. Jahrhundert, jüngerer Seitenflügel | Fotos hochladen                |
| Rathaus                                   | Hachenburg, Perlengasse 2 Lage                                    | um 1692                            | stattlicher Walmdachbau, um 1692 | Fotos hochladen                |
| Schloss Hachenburg                        | Hachenburg, Schlossberg Lage                                      | 1717–26                            | hufeisenförmige barocke Baugruppe mit fünf Flügeln, 1717–26, Architekt Julius Ludwig Rothweil, Südwestflügel im Kern mittelalterlich, ein- bis zweigeschossige Vorgebäude mit Mansarddächern, 1737–46, Architekt Julius Ludwig Rothweil; Gesamtanlage mit Wirtschaftshof und Resten eines mittelalterlichen Mauerturms | weitere Bilder Fotos hochladen |
| Wohnhaus                                  | Hachenburg, Schlossberg 2 Lage                                    | um 1705                            | Fachwerkhaus, Walmdach, im Kern um 1705, im 19. Jahrhundert verputzt | Fotos hochladen                |
| Grabmäler                                 | Hachenburg, Steinweg, auf dem Friedhof Lage                       | 19. Jahrhundert                    | Grabstätte der Fürstin Isabelle Auguste zu Kirchberg, um 1824, und weiterer Personen; Grabsteine des 19. Jahrhunderts | weitere Bilder Fotos hochladen |
| Wohnhaus                                  | Hachenburg, Weberstraße 5 Lage                                    | erste Hälfte des 18. Jahrhunderts  | Fachwerkhaus, teilweise verkleidet, erste Hälfte des 18. Jahrhunderts | Fotos hochladen                |
| Wohn- und Geschäftshaus                   | Hachenburg, Wilhelmstraße 2 Lage                                  | spätes 19. Jahrhundert             | stattliches Eckwohn- und Geschäftshaus mit zwei Giebeln zur Wilhelmstraße, spätes 19. Jahrhundert genutzt als Amtsapotheke Hachenburg | weitere Bilder Fotos hochladen |
| Evangelische Pfarrkirche St. Bartholomäus | Altstadt, Kirchstraße Lage                                        |                                    | spätromanische Pfeilerbasilika, querhausartige Anbauten und Teile der Seitenschiffe wohl aus dem 14. und 15. Jahrhundert (?) | weitere Bilder Fotos hochladen |
| Grabplatten                               | Altstadt, Kirchstraße, auf dem Kirchhof von St. Bartholomäus Lage | 17. und 18. Jahrhundert            | Grabplatten des 17. und 18. Jahrhunderts | weitere Bilder Fotos hochladen |
| Quereinhaus                               | Altstadt, Lindenstraße 7 Lage                                     | frühes 19. Jahrhundert             | Fachwerk-Quereinhaus, verkleidet, frühes 19. Jahrhundert | weitere Bilder Fotos hochladen |
| Wohnhaus                                  | Altstadt, Rheinstraße 4 Lage                                      | zweite Hälfte des 18. Jahrhunderts | stattliches Fachwerkhaus mit Niederlass, teilweise verkleidet, wohl aus der zweiten Hälfte des 18. Jahrhunderts | weitere Bilder Fotos hochladen |
| Wohnhaus                                  | Altstadt, Rheinstraße 14 Lage                                     | zweite Hälfte des 18. Jahrhunderts | Fachwerkhaus, teilweise verkleidet, zweite Hälfte des 18. Jahrhunderts | weitere Bilder Fotos hochladen |
| Wohnhaus                                  | Altstadt, Rheinstraße 32 Lage                                     | zweite Hälfte des 19. Jahrhunderts | Putzbau, zweiflügelige Oberlichttür, zweite Hälfte des 19. Jahrhunderts | weitere Bilder Fotos hochladen |